# گوزل‌یورت (اردهان)
گوزل‌یورت (به ترکی استانبولی: Güzelyurt، به ارمنی: Գոպալ، به کردی: Xopal) یک منطقهٔ مسکونی در ترکیه است که در اردهان واقع شده‌است.